# Ivan (mošeja)
Ivan (perzijsko: ایوان‎ eyvān, arabsko: إيوان‎ Iwan) je pravokotna dvorana ali prostor, običajno obokan, obzidan na treh straneh, z enim koncem popolnoma odprt. Formalni prehod v ivan se imenuje pishtak, perzijski izraz za portal, ki štrli iz fasade stavbe, običajno okrašen s kaligrafskimi pasovi, glaziranimi ploščicami in geometrijskimi vzorci. Ker definicija omogoča določeno razlago, se lahko splošne oblike in značilnosti močno razlikujejo glede na obseg, material ali dekoracijo.
Ivani so najpogosteje povezani z islamsko arhitekturo; vendar je oblika iranskega izvora in je bila izumljena veliko prej in v celoti razvita v Mezopotamiji okoli 3. stoletja pred našim štetjem, v partskem obdobju Perzije.

## Etimologija
Koren tega izraza je staroperzijsko Apadana (glej palačo Apadana v Perzepolisu), kjer kralj Darej I. v napisu izjavi: »Jaz, Darius, ... sem dal zgraditi to 'Apadano' ...«. Apadana je ime, dano tej palači v sodobni literaturi, čeprav ime preprosto implicira vrsto strukture, ivan, ne določene palače. Izraz v staroperzijščini pomeni "nezaščiten" (â-pâd-ânâ), oblika pa omogoča, da je struktura odprta za naravne elemente na eni strani. V Perzepolisu ima 'apadana' obliko verande, to je ravne strehe, ki jo držijo stebri, ne pa oboka - vendar je še vedno odprta za naravne elemente samo na eni strani. Primerljivo strukturo najdemo 2000 let pozneje v Isfahanu v paviljonu Čehel Sotoun. V času Partske in Sasanidske dinastije se je ivan pojavil kot dve vrsti strukture: stara s stebri in novejša obokana konstrukcija - obe pa sta nosili isto domače ime apadana/ivan, ker sta obe vrsti "nezaščiten" (na eni strani odprt za naravne elemente).
Ivani so bili blagovna znamka Partskega cesarstva (247 pr. n. št.–224 n. št.) in kasneje sasanidske arhitekture Perzije (224-651), kasneje pa so se znašli v arabski in islamski arhitekturi, ki se je začela razvijati v 7. stoletju našega štetja, po obdobju Mohameda (ok. 570–632).  Ta razvoj je dosegel svoj vrhunec v obdobju Seldžukov, ko so ivani postali temeljna enota v arhitekturi, kasneje pa v arhitekturi mogulov. Oblika ni omejena na nobeno posebno funkcijo in jo najdemo v stavbah za posvetne ali verske namene ter v javni in stanovanjski arhitekturi.
Ivan je alternativna oblika imena, ki se uporablja v Iranu in odraža perzijsko izgovorjavo.

## Izvor
Številni znanstveniki, vključno z Edwardom Keallom, Andréjem Godardom, Romanom Ghirshmanom in Mary Boyce, razpravljajo o izumu ivana v Mezopotamiji, območju okoli današnjega Iraka. Čeprav med znanstveniki še vedno poteka razprava o tem, kako se je ivan razvil, obstaja splošno soglasje, da se je ivan razvil lokalno in zato ni bil uvožen z drugega območja. v mnogih zoroastrskih domovih v Yazdu, kjer bi se dve ali štiri dvorane odpirale na osrednjemu dvorišču; ni pa znano, ali so bili ti prostori obokani.
Značilnost, zaradi katere je ivan najbolj izrazit mejnik v zgodovini starodavne bližnjevzhodne arhitekture, je vključitev obokanega stropa. Obok je izdelan iz lokov, običajno zgrajen iz kamna, betona ali opeke. Zgodnejše stavbe so bile običajno pokrite s prekladami preko stebrov. Vendar pa so obokani stropi obstajali v starodavnem svetu pred izumom ivana, tako v Mezopotamiji kot zunaj nje. Mezopotamski primeri so znani iz Suse, kjer so Elamiti mnoge svoje stavbe obokali in Ninive, kjer so Asirci pogosto obokali svoje prehode za namene utrdbe.
Zunaj Mezopotamije stojijo številne obstoječe obokane strukture, vključno s številnimi primeri iz Starega Egipta, Rima in Miken. Na primer, mikenska Atrejeva zakladnica, zgrajena okoli leta 1250 pr. n. št., ima veliko kupolo. Starodavna egipčanska arhitektura je začela uporabljati oboke v svojih strukturah po tretji dinastiji, po približno 2600 pred našim štetjem, pri gradnji zelo zgodnjih banjastih obokov z uporabo blatnih opek.

## Partski ivani
Čeprav nekateri znanstveniki trdijo, da se je oblika ivana morda razvila pod Selevkidi, se danes večina učenjakov strinja, da so bili Parti izumitelji ivana. Eden najzgodnejših partskih ivanov je bil najden v Selevkiji ob reki Tigris, kjer se je premik od gradnje stebrov in preklad k obokom zgodil okoli 1. stoletja pred našim štetjem. Drugi zgodnji ivani so bili v Ašurju, kjer sta bili najdeni dve stavbi, ki sta imeli temelje, podobne ivanu. Prva stavba, ki je v bližini ruševin zigurata, je imela fasado s tremi ivani. Bližina stavbe pri ziguratu nakazuje, da je bila morda uporabljena za verske namene. Lahko bi nakazovala tudi razkošno stavbo, saj je bilo običajno, da sta bili zigurat in palača na starodavnem Bližnjem vzhodu postavljeni druga poleg druge. Kar se zdi kot dvorišče palače, je imelo na vsaki strani ivane, ki so ostali skupna značilnost tudi v islamskih časih.
Druga stavba ivan je čez dvorišče in Walter Andrae, nemški arheolog, je predlagal, da je služila kot upravna stavba in ne kot versko središče, ker ni dokazov o napisih ali stenskih rezbarijah. Čeprav odsotnost napisov ali rezbarij ne pomeni nujno civilne funkcije, ni pa bilo nenavadno, da so ivani služili posvetni rabi, saj so bili pogosto vključeni v palače in skupnostne prostore. Druga zgodnja mesta, vključno s partskimi ivani, so Hatra, partske ruševine v Dura-Europos in Uruk.
- Hatra

## Sasanidski ivani
Sasanidski Perzijci so dali prednost obliki ivana in jo sprejeli v večino svoje arhitekture; vendar so preoblikovali funkcijo. Partski ivan je vodil v druge prostore, vendar je njegova primarna funkcija služila kot soba sama. Nasprotno pa je sasanidski ivan služil kot velik vhod v večji, elegantnejši prostor, in je bil običajno kupolast. Tako partski kot sasanidski ivani so bili pogosto dovršeno okrašeni z napisi in izklesanimi reliefi, vključno s prizori lova, rastlinskimi motivi, abstraktnimi, geometrijskimi vzorci in živalskimi prizori. Slog reliefov kaže mešanico vplivov, vključno z drugimi bližnjevzhodnimi kulturami, rimskimi in bizantinskimi dekorativnimi tradicijami. Na primer, v skalo vsekan ivan v Taq-e Bostanu ima figure v rimskem slogu, rastlinske vzorce in nazobčane vzorce, ki jih navdihuje vzhod, ter stilizirane bizantinske angele s širokimi očmi in mozaično notranjost.
- Taq-e Bostan
- Ivan Ardaširjeve palače

### Kozravov ivan
Najbolj znan primer perzijskega sasanidskega ivana je Taq Kasra ("Kozravov ivan"), del kompleksa palače v Al-Mada'inu, ki je edina vidna preostala struktura starodavne sasanidske prestolnice Ktezifon. Je v bližini sodobnega mesta Salman Pak v Iraku, ob reki Tigris, približno petindvajset milj južno od Bagdada. Gradnja se je začela v času vladavine Kozrava I. po kampanji proti vzhodnim Rimljanom leta 540 n. št.. Obokana dvorana ivana, odprta na fasadni strani, je bila visoka približno 37 metrov, široka 26 metrov in dolga 50 metrov, največji obok, ki je bil kadarkoli zgrajen v tistem času. Zgodnje fotografije in risbe iz 19. stoletja kažejo, da se je preostali del dvorane od takrat zmanjšal.
O datumu za Taq Kasra se je skozi zgodovino razpravljalo; vendar različni dokumenti, ki podrobno opisujejo prihod bizantinskih kiparjev in arhitektov, ki jih je poslal bizantinski cesar Justinijan I., kažejo, da je pravi datum za gradnjo okoli 540 n. št.. Datacija v leto 540 nakazuje, da je bila gradnja Taq Kasre in morda Justinijanova »pomoč« odgovor na zmago sasanidskega kralja Kozrava I. nad Antiohijo leta 540, kar je upodobljeno na mozaikih, ki krasijo notranjost Taq Kasre. Taq Kasro je dokončno večinoma porušil Al-Mansur, ki je ponovno uporabil opeke za gradnjo lastnega kompleksa palače.

## Islamski ivani
Na islamsko umetnost in arhitekturo so močno vplivali tudi rimski, bizantinski in sasanidski modeli, tako zaradi prisotnosti obstoječih primerov kot stika med kulturami. Na primer, Velika mošeja v Damasku je bila zgrajena v zgodnjem 8. stoletju na mestu rimske krščanske cerkve in vključuje ladji podoben element z visoko arkado in svetlobnim nadstropjem. Sasanidsko cesarstvo je imelo tudi izjemen vpliv na razvoj islamske arhitekture; vendar se je med Sasanidi in muslimani nekaj prekrivalo, zaradi česar je bilo včasih težko ugotoviti, kdo je na koga vplival.
Islamska umetnost in arhitektura si izposoja številne sasanidske dekorativne motive in arhitekturne oblike, vključno z ivanom; vendar sprejetje ivana ni bilo takošnjej. Na primer, izvedba standardnega načrta štirih ivanov, ki je postal standard pri oblikovanju islamske mošeje, je bila uvedena šele v 12. stoletju, dolgo po izumu v prvem stoletju našega štetja. Ivani so bili pogosto uporabljeni v islamski posvetni arhitekturi pred 12. stoletjem, vključno s hišami, skupnostnimi prostori in civilnimi strukturami, kot je most Si-o-Se Pol v Isfahanu. Poleg tega je islamska arhitektura vključevala sasanidsko postavitev ivana tako, da je postal velik vhod v molitveno dvorano ali grobnico mošeje in so ga pogosto postavili pred kupolasti prostor.
Poleg pogoste uporabe številnih ivanov na zunanjosti stavb, kot v Tadž Mahalu, so bili ivani pogosto nameščeni na vseh ali več straneh notranjih prostorov in dvorišč, oblika, ki sega v čase Partov.
Enega prvih dodelanih ivanov, uporabljenih v islamskem verskem kontekstu, je mogoče najti v mošeji Al-Aksa na Tempeljskem griču v Jeruzalemu, ki izvira iz 12. stoletja. Znanstveniki so razpravljali o zgodovini razvoja standardnega načrta štirih ivanov; nekateri trdijo, da izvira iz medres ali verskih šol, namenjenih izobraževanju aristokratskih otrok o sunizmu. Vendar je bil načrt štirih ivanov že v uporabi v palačni in tempeljski arhitekturi tako v partskem kot v sasanidskem obdobju. Uporaba ivanov je še naprej cvetela tako v mošejah kot v posvetnih prostorih od 13. stoletja in je postala ena najbolj ikoničnih značilnosti islamske arhitekture, kot nakazujejo dovršeni ivani iz 17. stoletja v Petkovi mošeji v Isfahanu.
Ivan se je razširil tudi na regije zunaj Velikega Irana. V obdobjih Ajubidov in Mamelukov v Egiptu in Siriji je bil na primer načrt štirih ivanov vidno uporabljen v arhitekturi medres, pri čemer je najbolj monumentalni primer ogromna medresa-mošeja sultana Hasana iz 14. stoletja. Zdi se, da je od poznega 13. in 14. stoletja sama beseda ivan postala bolj omejena na eni strani na posvetno arhitekturo, po drugi strani pa se je v tem kontekstu uporabljala za označevanje velikih kupolastih struktur poleg obokane dvorane. Slavna monumentalna prestolna dvorana sultana al-Nasirja Mohameda se je tako imenovala Veliki Ivan (al-Ivan al-Kabir), čeprav je bil njen glavni element kupolasta dvorana, ne obokana dvorana.